# كأس بلغاريا 1971–72
كأس بلغاريا 1971–72 (بالبلغارية: Купа на Съветската армия 1971/72)‏ هو موسم من كأس بلغاريا. أشرف على تنظيمه اتحاد بلغاريا لكرة القدم، وفاز فيه سسكا صوفيا.